# Francisco Palencia
Juan Francisco Palencia Hernández (Città del Messico, 28 aprile 1973) è un allenatore di calcio ed ex calciatore messicano, di ruolo attaccante.

## Carriera

### Club
Con 396 presenze e 121 gol nei club e 78 presenze e 11 gol con la nazionale, Palencia è uno dei calciatori messicani più rappresentativi degli ultimi anni. Entrò nelle giovanili del Cruz Azul  a 13 anni e debuttò nella Primera División messicana nel 1994, all'età di 21 anni. Nella stagione 1995-1996, grazie alle sue ottime prestazioni, fu nominato "esordiente dell'anno".
Palencia disputò sette stagioni con il Cruz Azul, diventandone capitano e segnando con la maglia del club 91 gol, contribuendo alla vittoria di 2 CONCACAF Champions' Cup, nelle edizioni 1996 e 1997, e di un titolo messicano nel 1997 nonché al secondo posto nella Coppa Libertadores 1999.
Dopo aver ottenuto il secondo posto in Libertadores, nella stagione 2000-2001 Palencia fu ingaggiato dall'Espanyol, squadra della Primera División spagnola con cui segnò 6 gol in 35 partite. Finito il suo prestito annuale, tornò in Messico, al Cruz Azul. Alla fine del 2003 Palencia si trasferì al Club Deportivo Guadalajara. Si confermò uno dei giocatori più determinanti in Messico, portando la squadra alle semifinali della Copa Libertadores 2005 con 5 gol.
Palencia doveva in origine trasferirsi subito dopo ai Chivas USA, ma i suoi successi a Guadalajara fecero rinviare il suo trasferimento al 19 agosto 2005. Al debutto a stelle e strisce corrispose subito una doppietta. Nel 2006 Palencia fu nominato capitano dei Chivas USA e divenne il giocatore più pagato della MLS con 1.360.000 dollari di stipendio annuale. Nel gennaio del 2007 l'attaccante firmò un contratto con gli UNAM Pumas. Il 7 febbraio Hugo Sánchez convocò Palencia per il match amichevole contro gli Stati Uniti. Alla sconfitta per 0-2 della Tri seguirono per Palencia altre 2 convocazioni in nazionale.
Palencia ebbe un'altra opportunità di disputare la Coppa Libertadores il 3 e l'8 maggio 2007, quando il Club Toluca, che lo aveva prelevato in prestito per pochi mesi, affrontò il Deportivo Cúcuta negli ottavi della competizione. Il Deportivo Cúcuta vinse in casa per 5-1 e la successiva vittoria dei messicani per 2-0, con Palencia schierato titolare, fu ininfluente. Il Toluca fu dunque eliminato e Palencia chiuse subito il suo ritorno in Coppa Libertadores.
Alla fine del campionato di Apertura 2011 annunciò il proprio ritiro dall'attività agonistica.

### Nazionale
Palencia debuttò in nazionale l'8 giugno 1996 contro la Bolivia, segnando il gol della vittoria.
Palencia prese parte alle Olimpiadi del 1996 ad Atlanta, arrivando ai quarti di finale, dove il Messico fu sconfitto dalla futura vincitrice, la Nigeria. Partecipò anche nel 1996, nel 1998 e nel 2003 alla CONCACAF Gold Cup e alla Confederations Cup 1999, tutte competizioni che il Messico vinse. Palencia prese parte anche al campionato mondiale nel 1998 e 2002, ma la squadra non superò gli ottavi in ambo le occasioni. Ha anche all'attivo presenze in Coppa America, nelle edizioni 1997, 1999 e 2004, e nelle Confederations Cup del 1997 e 1999.

## Palmarès

### Club

#### Competizioni nazionali
- Campionato messicano: 2

Cruz Azul: Invierno 1997
UNAM: Clausura 2009
- Coppa del Messico: 1

Cruz Azul: 1996-1997

#### Competizioni internazionali
- CONCACAF Champions' Cup: 2

Cruz Azul: 1996, 1997